# Heliga apostlarna Petrus och Paulus träkyrka
Heliga apostlarna Petrus och Paulus träkyrka, också kallad Träkyrkan i Zolt, (rumänska: Biserica de lemn din Zolt) är en rumänsk-ortodox träkyrkobyggnad belägen i samhället Zolt i kommunen Fârdea, i länet Timiș i västra Rumänien.
Kyrkan är helgad åt apostlarna Petrus och Paulus.

## Historik
Heliga apostlarna Petrus och Paulus träkyrka byggdes under 1700-talet.
Kyrkan har gått igenom flera restaureringar. Den senaste restaureringen påbörjades år 2012 och avslutades 2015.

## Bilder

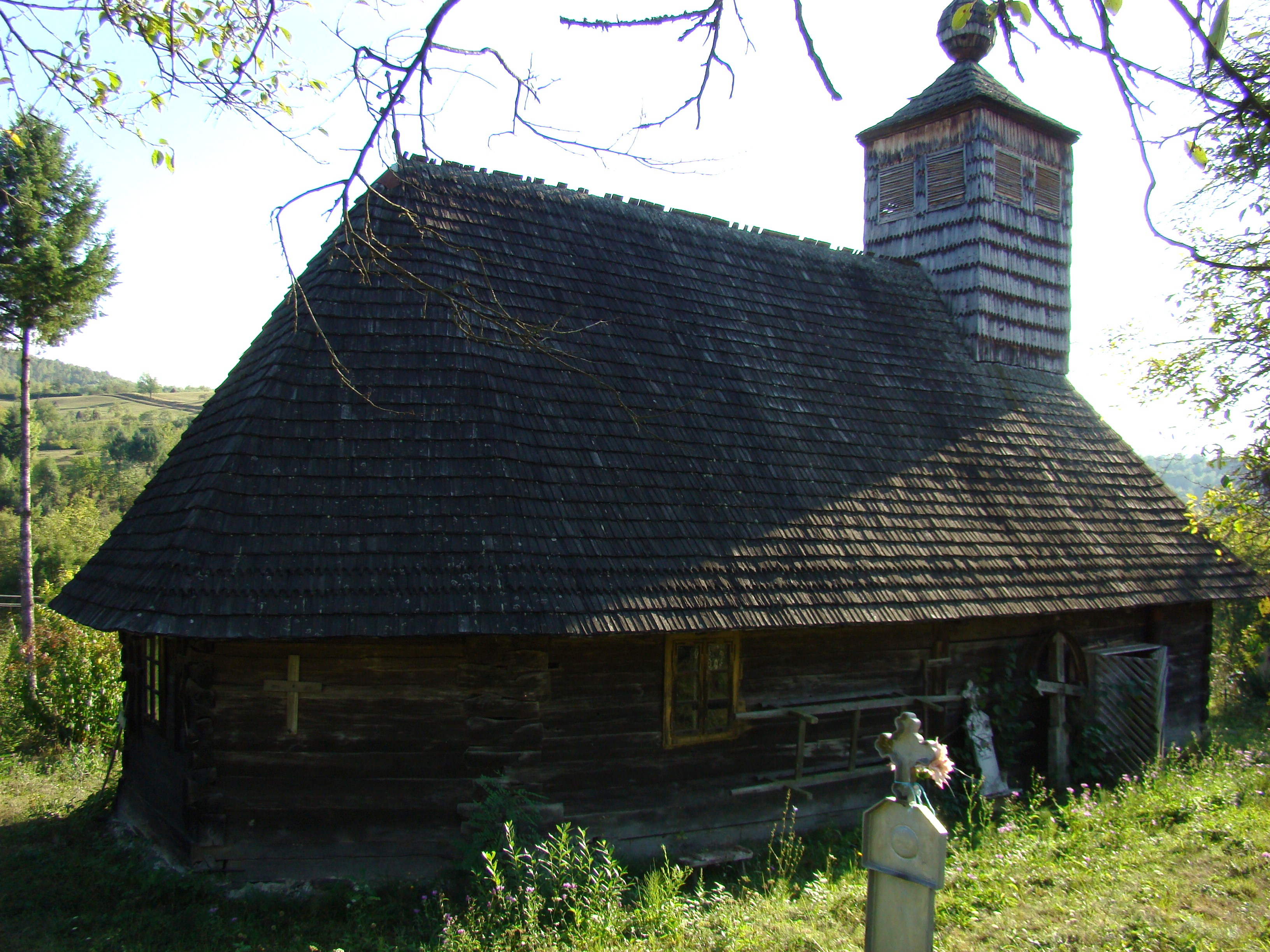
Kyrkan från andra sidan.
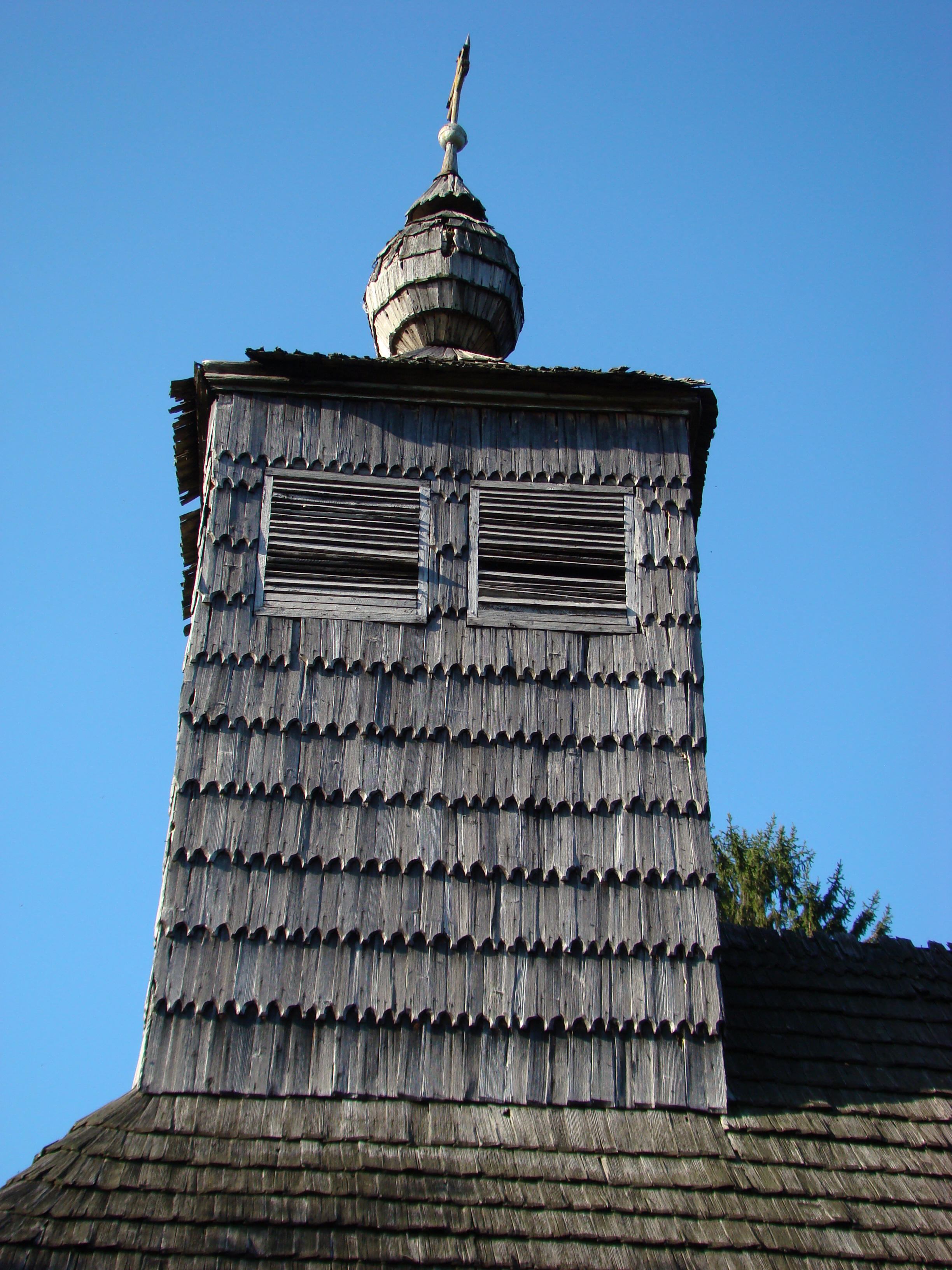
Närmare bild på klocktornet.
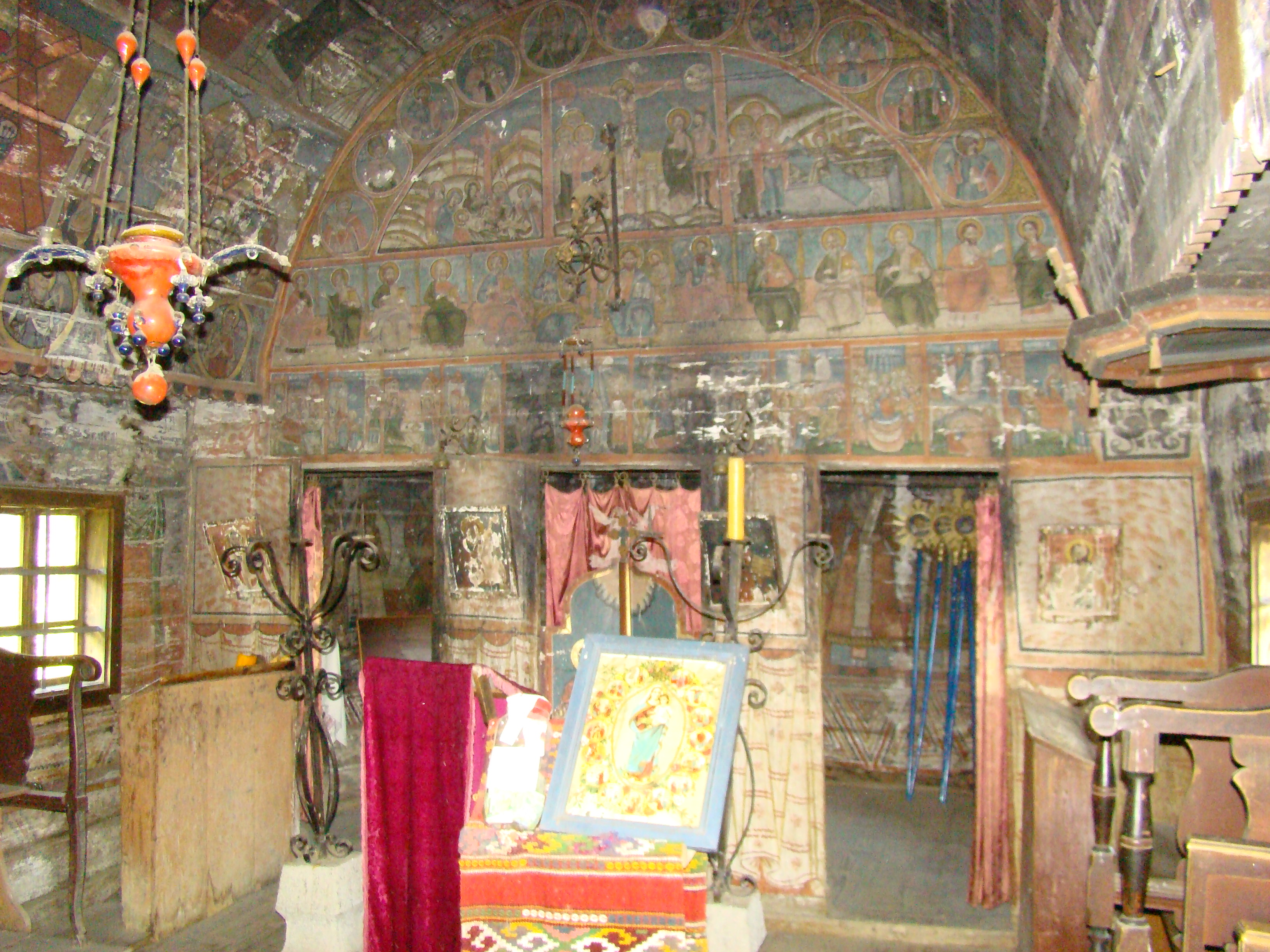
Kyrkans interiör mot ikonostasen.
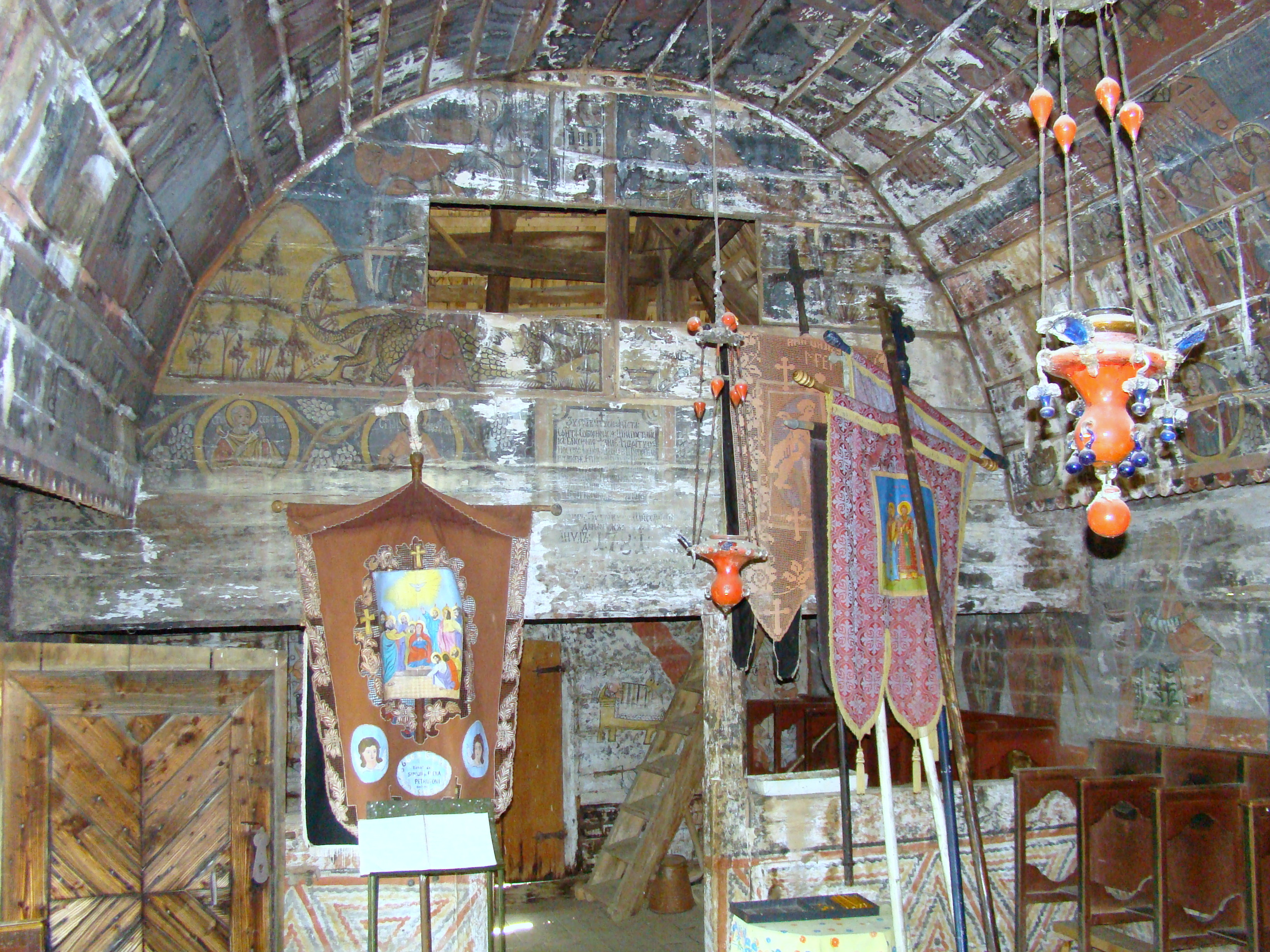
Interiören mot utgången.
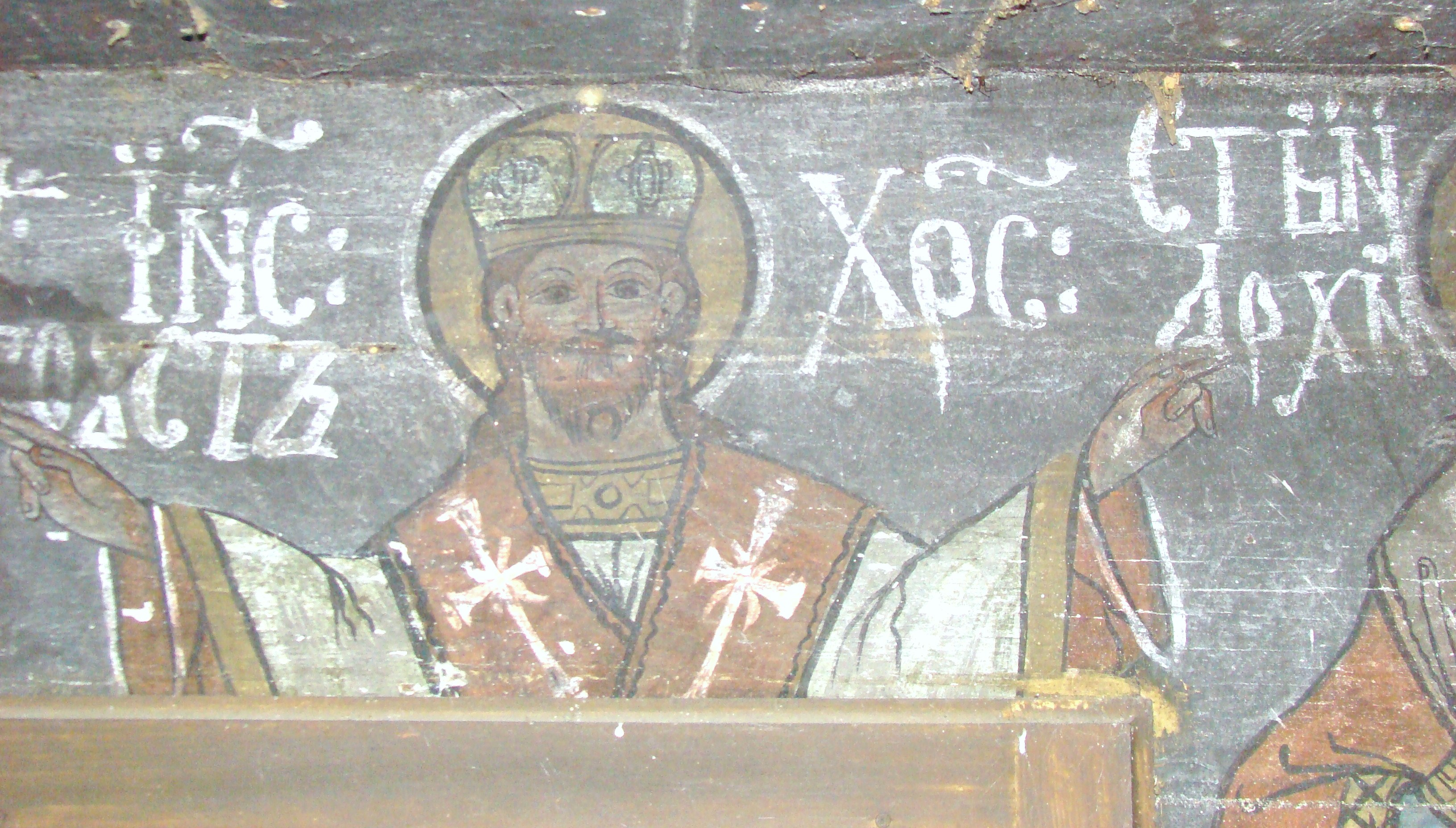
Målning föreställande Jesus Kristus.
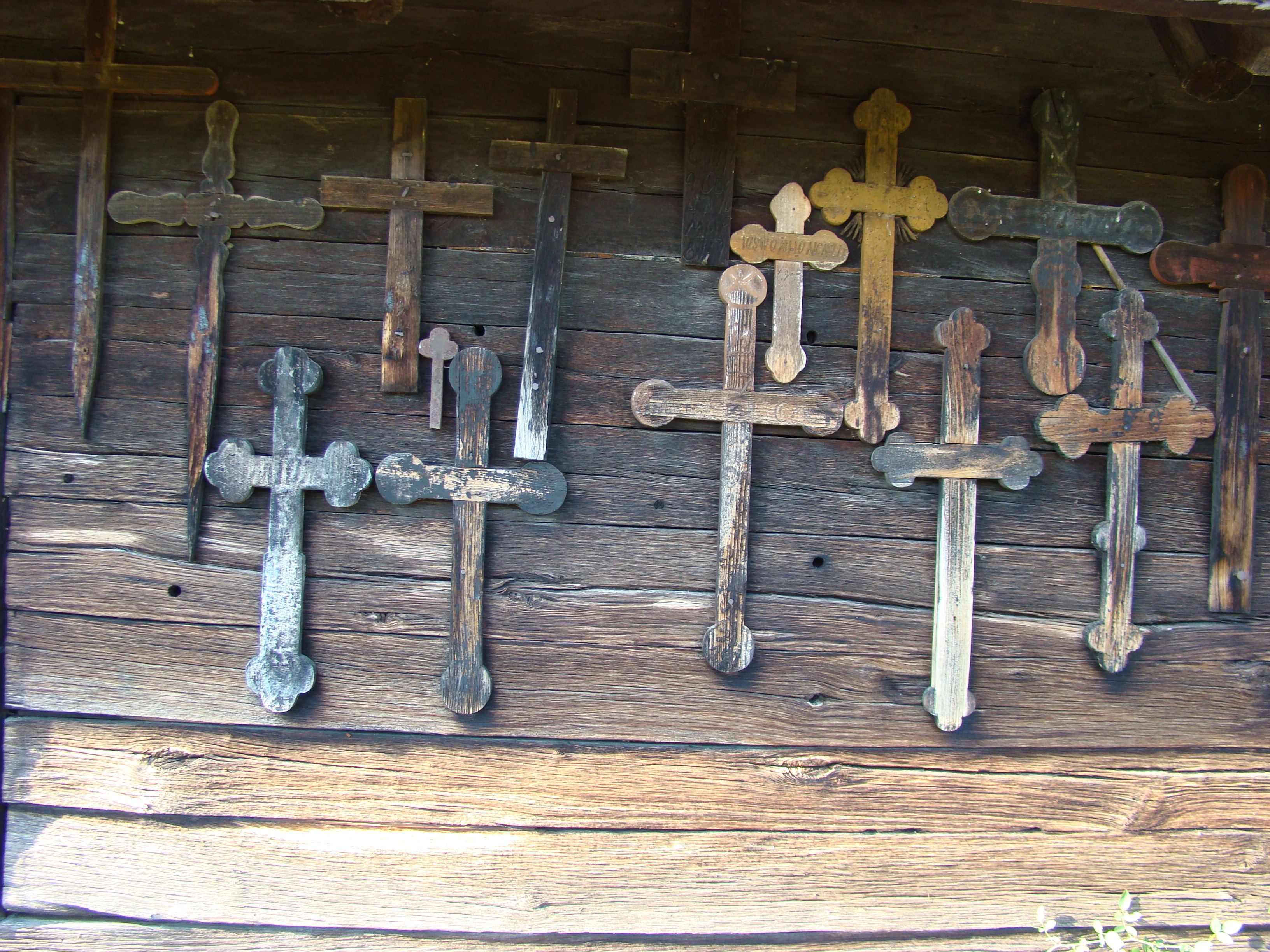
Kors på fasaden.